# Чемпионат России по самбо 2020
Чемпионат России по самбо 2020 года прошёл в городе Чебоксары с 27 февраля по 2 марта в ледовом дворце «Чебоксары-Арена».

## Медалисты

### Мужчины
| Весовая категория | Золото                   | Серебро                 | Бронза                                               |
| ----------------- | ------------------------ | ----------------------- | ---------------------------------------------------- |
| до 52 кг          | Андрей Кубарьков ПФО     | Толобек Бекетов Москва  | Эдуард Мурашкин ЦФО Валерий Сороноков УФО            |
| до 57 кг          | Саян Хертек Москва       | Владимир Гладких УФО    | Харун Тлишев ЮФО Эдуард Мурадян ЮФО                  |
| до 62 кг          | Александр Матайс СФО     | Владимир Мнацаканян ЮФО | Юрий Стерпу Москва Айдамир Нач ЮФО                   |
| до 68 кг          | Никита Клецков Москва    | Тигран Шаров Москва     | Аслан Мудранов ЮФО Магомед Гаджиев Москва            |
| до 74 кг          | Бислан Надюков ЮФО       | Али Куржев ЦФО          | Егор Мгдсян ЮФО Уали Куржев ЦФО                      |
| до 82 кг          | Самвел Казарян ДФО       | Денис Суханов УФО       | Александр Ульяхов ЦФО Сергей Кирюхин Санкт-Петербург |
| до 90 кг          | Сергей Рябов Москва      | Антон Коновалов ЦФО     | Андрей Гусаров Москва Арам Григорян ЮФО              |
| до 100 кг         | Вячеслав Михайлин Москва | Альсим Черноскулов УФО  | Эдуард Кургинян ЮФО Руслан Киселёв Москва            |
| свыше 100 кг      | Артём Осипенко ЦФО       | Андрей Волков ЦФО       | Алексей Мерзликин ПФО Аслан Камбиев Москва           |

### Женщины
| Весовая категория | Золото                            | Серебро               | Бронза                                                  |
| ----------------- | --------------------------------- | --------------------- | ------------------------------------------------------- |
| до 48 кг          | Елена Бондарева ПФО               | Мария Молчанова ПФО   | Татьяна Селедкова ЮФО Анна Гореликова ЮФО               |
| до 52 кг          | Вера Лоткова ПФО                  | Диана Рябова Москва   | Валентина Дикая Санкт-Петербург Наталия Степанова ПФО   |
| до 56 кг          | Анастасия Валова Москва           | Татьяна Шуянова ПФО   | Любовь Ярмилова ПФО Татьяна Казенюк ЮФО                 |
| до 60 кг          | Гульфия Мухтарова ЮФО             | Карина Черевань ЦФО   | Елена Брылякова ЮФО Ольга Митина Москва                 |
| до 64 кг          | Екатерина Оноприенко ПФО          | Валерия Анисимова СФО | Лейла Искендерова Санкт-Петербург Мария Пустовалова ЦФО |
| до 68 кг          | Марина Мохнаткина Санкт-Петербург | Виолетта Саяпина ПФО  | Анастасия Филиппович ЦФО Алина Лянка Москва             |
| до 72 кг          | Татьяна Зенченко ДФО              | Олеся Посылкина УФО   | Ольга Захарцова Москва Анастасия Нуженкова ЮФО          |
| до 80 кг          | Жанара Кусанова ПФО               | Елена Зайкина ЦФО     | Екатерина Токарева Москва Анастасия Черненок ЦФО        |
| свыше 80 кг       | Ольга Артошина СФО                | Наталья Казанцева СФО | Анна Жижина ЦФО Мария Шекерова ПФО                      |

### Боевое самбо
| Весовая категория | Золото                                 | Серебро                        | Бронза                                                           |
| ----------------- | -------------------------------------- | ------------------------------ | ---------------------------------------------------------------- |
| до 52 кг          | Владимир Ламанов ПФО                   | Родион Асканаков СФО           | Радмир Белеев ЮФО Игорь Казанин СФО                              |
| до 57 кг          | Мухтар Гамзаев СКФО                    | Александр Нестеров ПФО         | Ай-Херел Хертек СФО Рустам Конзошев СФО                          |
| до 62 кг          | Фёдор Дурыманов Санкт-Петербург        | Александр Саликов ПФО          | Александр Донцов Санкт-Петербург Эжер Кеденов СФО                |
| до 68 кг          | Шейх-Мансур Хабибулаев Санкт-Петербург | Рустам Талдиев Санкт-Петербург | Ибрагим Дугиев ЦФО Альберт Шангараев ПФО                         |
| до 74 кг          | Загид Гайдаров СКФО                    | Заур Азизов ЦФО                | Андемиркан Кушхов СКФО Владислав Багиян ПФО                      |
| до 82 кг          | Асланбек Кодзаев Санкт-Петербург       | Алексей Иванов Москва          | Раймонд Магомедалиев Москва Мурад Керимов Москва                 |
| до 90 кг          | Султан Алиев СКФО                      | Магомед Магомедов Москва       | Абусупьян Алиханов ПФО Роман Егоров Москва                       |
| до 100 кг         | Гаджимурад Баширов СКФО                | Шамиль Курамагомедов СКФО      | Михаил Мохнаткин Санкт-Петербург Хадис Ибрагимов Санкт-Петербург |
| свыше 100 кг      | Валентин Молдавский ЦФО                | Кирилл Сидельников ЦФО         | Денис Гольцов Санкт-Петербург Тимофей Мишев Москва               |